# Салми (посёлок)
Са́лми (старое русское название — Соломенский погост; фин. и карел. Salmi) — посёлок в России в составе Питкярантского района Карелии, являлся административным центром упразднённого в 2023 году Салминского сельского поселения.

## Общие сведения
Расположен в устье реки Тулемайоки на северо-восточном берегу Ладожского озера.
В состав посёлка входят 3 деревни:
- Мийнала
- Кирккоёки
- Острова Лункулансаари

Через посёлок проходит автодорога 86К-8 (Олонец — Питкяранта — Леппясилта), также имеется железнодорожная станция Салми.
С финского и карельского языков название посёлка переводится как «пролив».

## История
Первое упоминание Соломенского православного погоста в этом месте относится к 1500 году. Входил в состав Корельского уезда Водской пятины. До захвата этих территорий шведами в начале 17 века — Соломяне. «Воскресенской Соломянской погост» с границами от современного Ууксу до Погранкондуши по берегу Ладоги и до Суоярви на севере.
С 1617 года в составе Шведского королевства, с этого периода происходит массовый исход местного карельского населения на территорию современных Тверской и Вологодской областей. В 1632 году шведами Салми представлены права города.
По условиям Ништадтского мирного договора в 1721 году земли были возвращены Российской империи.
В начале XX века в деревнях Мийнала, Тулема и деревне на острове Лункулансаари действовали паровая лесопилка, керамический завод и кожевенные мастерские.
С 1918 по 1939 находился в составе Финляндии.
В 1935—1970-х годах действовал Салминский лососёвый рыбоводный завод.
С 1940 по 1991 год имел статус посёлка городского типа, действовал крупный совхоз «Салми».

## Достопримечательности
- Братская могила 1100 советских воинов, погибших в годы Советско-финской войны (1941—1944) и могила Героя Советского Союза Т. И. Паршуткина[3]. В 1959 году на братской могиле установлен гранитный обелиск и скульптурная группа[4].
- Церковь святого Николая Чудотворца 1826 года постройки (ныне — в полуразрушенном состоянии)[5]

## Население
| 1959  | 1970  | 1979  | 1989  | 2002  | 2009  | 2010  |
| ----- | ----- | ----- | ----- | ----- | ----- | ----- |
| 4609  | ↘3129 | ↗3212 | ↗3370 | ↘2756 | ↘2623 | ↘2207 |
| 2013  |       |       |       |       |       |       |
| ↘2187 |       |       |       |       |       |       |

## Известные уроженцы и жители
- Аленичев Анатолий Дмитриевич (1949—2014) кандидат наук, зав.кафедры, профессор
- Аулис Саллинен (род. 1935) — современный финский композитор.
- Артур Парфенчиков (род. 1964) — глава Республики Карелия, провёл детство в деревне Кирккоёки, ныне входящей в состав посёлка Салми.

## Побратимы
- Пиелавеси, Финляндия

## Галерея
- Автомобильный мост через реку Тулемайоки
- Железнодорожный мост через реку Тулемайоки
- Железнодорожный переезд на Коверском шоссе
- Площадь
- Остановочный пункт Салми-2